# James Joseph Sylvester
James Joseph Sylvester (Londra, 3 settembre 1814 – Londra, 15 marzo 1897) è stato un matematico britannico, noto per i suoi risultati nell'algebra e nella matematica discreta.
Diede contributi fondamentali alla teoria delle matrici, alla teoria degli invarianti, alla teoria dei numeri, alla teoria della divisibilità e al calcolo combinatorio. Collaborò con varie istituzioni, incluse la Johns Hopkins University di Baltimora e Oxford, inoltre partecipò alla creazione del primo giornale matematico in America.
Da lui prendono nome il cratere Sylvester sulla Luna e l'asteroide 13658 Sylvester.

## Biografia
Sylvester nacque con il nome "James" ed il cognome "Joseph" (suo padre si chiamava Abraham Joseph), ma adottò il cognome "Sylvester" quando suo fratello maggiore fece lo stesso. Suo fratello emigrò negli Stati Uniti, una nazione che a quel tempo richiedeva a tutti gli immigrati di avere un nome, un middle name ed un cognome.
All'età di 14 anni Sylvester iniziò a frequentare l'Università di Londra, dove fu studente di Augustus De Morgan. Tuttavia, fu presto espulso per aver rubato un coltello dal refettorio con l'intento di attaccare un compagno di corso. In seguito, frequentò il Royal Institution di Liverpool. Sebbene eccellesse negli studi, Sylvester, che era ebreo, fu tormentato dai compagni di corso a causa della sua religione. A causa di questi soprusi ricevuti, decise di scappare a Dublino. Durante il suo soggiorno fu riconosciuto per strada da Richard Keatinge, che era Giudice delle Prerogative Court d'Irlanda e sposato con una cugina di Sylvester. Keatinge organizzò il suo rientro a Liverpool.
Sylvester iniziò i suoi studi in matematica al St John's College di Cambridge nel 1831. A causa di una prolungata malattia interruppe i suoi studi per quasi due anni. Finalmente nel 1837 poté sostenere i famosi esami matematici di Cambridge, i Tripos, classificandosi secondo. Nonostante questo non ottenne la laurea, in quanto a quel tempo ai laureandi era richiesto di dichiarare la loro accettazione dei 39 articoli della Chiesa d'Inghilterra, e Sylvester rifiutò di farlo a causa della sua fede ebraica. Per la stessa ragione non poté competere per il "Premio Smith". Nel 1838 Sylvester divenne professore di filosofia naturale all'Università di Londra. Nel 1841, ricevette il Bachelor of Arts e un Master dal Trinity College di Dublino. Nello stesso anno si trasferì negli Stati Uniti per assumere il ruolo di professore all'Università della Virginia, ma fece presto ritorno in Inghilterra.
Al suo ritorno in Inghilterra studiò Legge al fianco del collega inglese giurista/matematico Arthur Cayley, con cui diede un significativo contributo alla teoria delle matrici mentre lavoravano come attuari, occupandosi dell'impatto finanziario negli eventi legati al rischio. Uno dei suoi pupilli fu Florence Nightingale. Sylvester non ottenne un incarico di professore universitario in matematica fino al 1855, quando fu nominato professore di matematica alla Royal Military Academy (Reale accademia militare) a Woolwich. Andò in pensione nel 1869 avendo raggiunto i 55 anni, età di pensione obbligatoria. L'Accademia di Woolwich inizialmente rifiutò di pagare a Sylvester la sua pensione; riuscì ad ottenerla soltanto dopo una prolungata polemica pubblica, durante la quale Sylvester presentò il suo caso sulle pagine del The Times.
Una delle passioni di Sylvester fu la poesia; lesse e tradusse lavori dal francese, tedesco, italiano, latino e greco; molti dei suoi lavori matematici contengono citazioni prese dalla poesia classica. Nel 1870, dopo essere andato in pensione, pubblicò un libro intitolato The Laws of Verse nel quale tentò di codificare delle regole di metrica per la poesia.
Nel 1877 Sylvester attraversò ancora l'oceano Atlantico per diventare il primo professore di matematica nella nuova Università Johns Hopkins di Baltimora. Il suo stipendio era di $5.000 (abbastanza generoso per quei tempi), che Sylvester richiese di essere corrisposto in oro.
Nel 1878 fondò l'American Journal of Mathematics, il primo giornale matematico americano.
Nel 1883, ritornò in Inghilterra per prendere l'incarico di Professore Saviliano di Geometria all'università di Oxford. Mantenne questa carica fino alla sua morte, anche se nel 1892 l'università nominò un altro professore come delegato del suo incarico.
Sylvester ha inventato molti termini matematici come discriminante, ha dato un nome alla funzione φ di Eulero φ(n). La raccolta del suo lavoro scientifico riempie quattro volumi. Nel 1880, la Royal Society di Londra premiò Sylvester con la medaglia Copley, il più alto riconoscimento per il successo scientifico; nel 1901, istituì in sua memoria la medaglia Sylvester per aiutare la ricerca matematica.
Sylvester House, un dormitorio per gli studenti all'Università Johns Hopkins è stata intitolata in suo onore.